# Melinantipoda antarctica
Melinantipoda antarctica är en ringmaskart som beskrevs av Hartman 1967. Melinantipoda antarctica ingår i släktet Melinantipoda och familjen Ampharetidae. Inga underarter finns listade i Catalogue of Life.